# Lourdesgrot Sint Pieter
De Lourdesgrot Sint Pieter is een Lourdesgrot en bidkapel in Nederlands Zuid-Limburg in de gemeente Maastricht. De Lourdesgrot ligt op de oostelijke helling van de Sint-Pietersberg bij de overgang naar het Maasdal. De grot werd in 1874, 1880 of 1890 gebouwd in de tuin van de in 1873 herbouwde Villa Maaszicht aan de Ursulinenweg nabij de dorpskern van Sint Pieter. De Lourdesgrot Sint Pieter is mogelijk de oudste Lourdesgrot van Nederland en is sinds 1997 een rijksmonument.
Op ongeveer 225 meter naar het noorden staat de Kerk van Sint-Pieter boven en op ongeveer 250 meter naar het zuidwesten bevinden zich de Hoeve Zonneberg, de ingang naar het gangenstelsel Zonneberg en de grotwoning Greetje Blanckers. Elders op de berg bevinden zich de Sint-Rochuskapel en de Sint-Antoniuskapel.

## Geschiedenis
In 1873 maakte de Maastrichtse behangselfabrikant André Claereboets (1812-1894), samen met zijn dochter Eveline, een bedevaart naar Paray-le-Monial, waar precies tweehonderd jaar eerder Margaretha-Maria Alacoque visioenen kreeg van het Heilig Hart van Jezus. Vader en dochter Claereboets bezochten tevens het Heiligdom van Onze-Lieve-Vrouw van Lourdes. Als herinnering aan deze reis bouwde hij een Lourdesgrot in de tuin van zijn in 1873 gereed gekomen Villa Maaszicht, bestemd voor persoonlijke devotie. Mogelijk betrof dit een voorganger van de huidige grot, gebouwd in 1874 in een lager gelegen deel van de tuin, tegen de taludmuur van het Maasterras (zie tekening hiernaast). De Lourdesgrot werd ook door mensen uit de omgeving gebruikt als plek van Mariaverering. Om die reden bouwde men waarschijnlijk in 1880 of 1890 een nieuwe Lourdesgrot met bidkapel in een beter toegankelijk deel van de tuin van Villa Maaszicht, direct grenzend aan de openbare weg. Op instigatie van Eveline Claereboets werd aan de achterkant van de bidkapel (aan de tuinzijde; niet zichtbaar vanaf de Lourdesgrot) een Heilig Hartkapel opgericht, waarin een Heilig Hartbeeld en een beeld van Margaretha-Maria Alacoque werden geplaatst. Tussen 1887 en 1894 kwam de driedaagse 'Amsterdamse bedevaart' (Sittard, Maastricht, 's-Hertogenbosch) ook langs de Lourdesgrot in Sint Pieter.
André Claereboets was een groot weldoener van Maastrichtse kloosters, met name het Ursulinenklooster, waar zijn dochters Adèle en Pauline waren ingetreden. Villa Maaszicht fungeerde als buitensociëteit van het klooster en het daaraan verbonden pensionaat voor meisjes. Na de dood van Claereboets in 1894, erfden zijn drie dochters de villa met de Lourdesgrot en Heilig Hartkapel, die ze nog in hetzelfde jaar aan de ursulinen schonken. Vanaf 1907 was het villacomplex permanent in gebruik als klooster. Mogelijk (ver)bouwden ze daartoe langs de Ursulinenweg, aansluitend aan de Lourdesgrot, de nog bestaande kloostervleugel. In de jaren 1930 werd het klooster opgeheven. In 1952 werd de villa verkocht aan particulieren. Het beeld van Margaretha-Maria Alacoque uit de Heilig Hartkapel werd bij de Lourdesgrot geplaatst, naast dat van Bernadette Soubirous. Wat met het Heilig Hartbeeld is gebeurd is niet duidelijk. In 1986 werd de Lourdesgrot met kapel door de ursulinen aan de parochie van Sint Pieter geschonken.
In 1997 werd de Lourdesgrot ingeschreven in het rijksmonumentenregister.

## Beschrijving
De kapel en grot zijn bereikbaar via een ijzeren poortje dat is aangebracht in de tuinmuur langs de Ursulinenweg. Boven de ingang is de volgende tekst aangebracht:

Gaat deez' plek hier niet voorbij, zonder een Avé voor Mij

Aan de binnenzijde van deze tuinmuur zijn witmarmeren ex voto-plaquettes aangebracht. Het poortje leidt naar een eenvoudige bakstenen bidkapel met een plat dak. Van hieruit heeft men vrij zicht op de Lourdesgrot, die tegen een hoge zijmuur van het voormalige kloosterpand aan de Ursulinenweg is gebouwd. De Lourdesgrot is een kopie van de grot van Massabielle in Lourdes. Ze meet 3,3 x 2,6 x 8 meter en is opgetrokken in vuursteenkeien afkomstig uit naburige mergelgroeven.

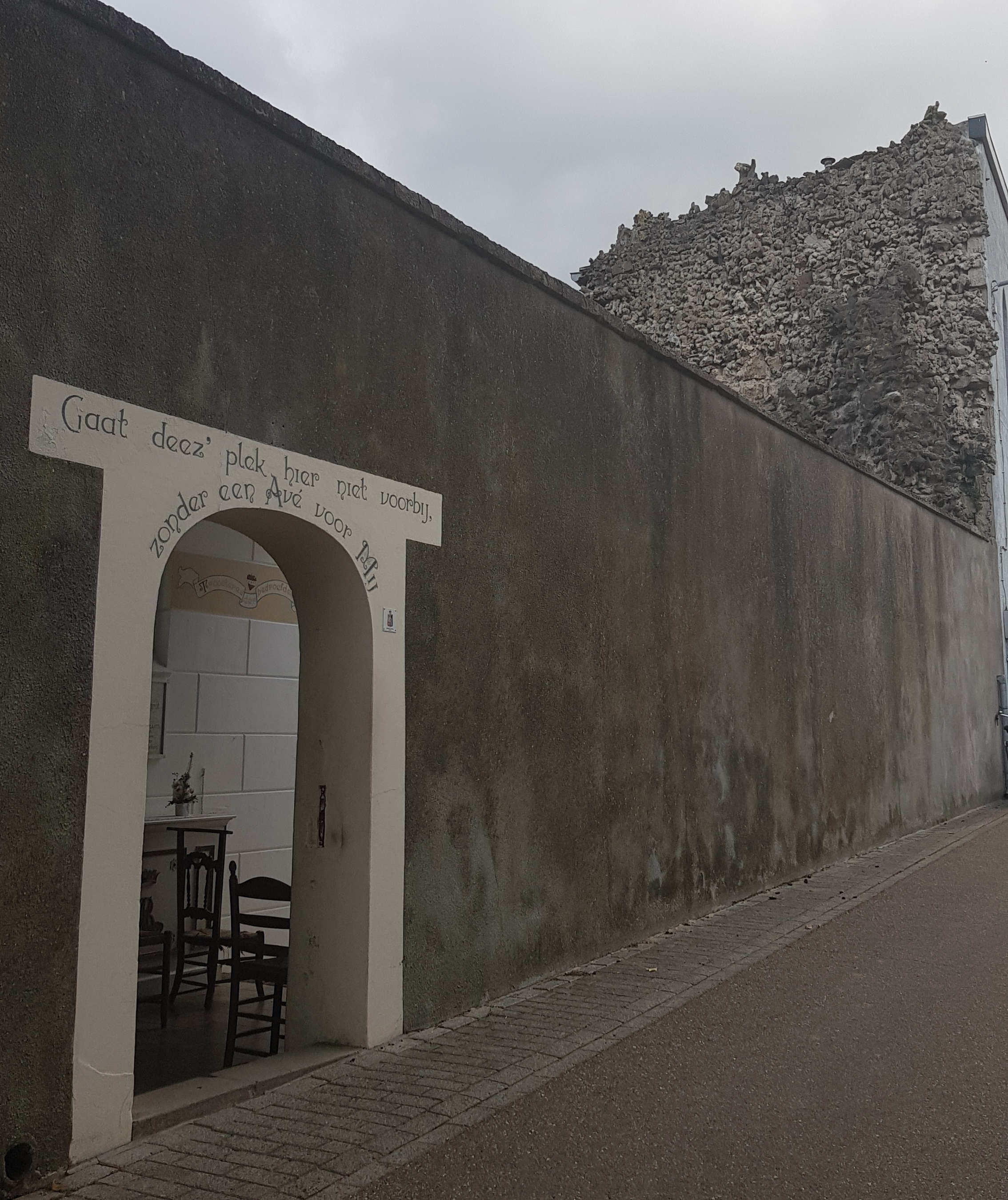
Ingang Ursulinenweg
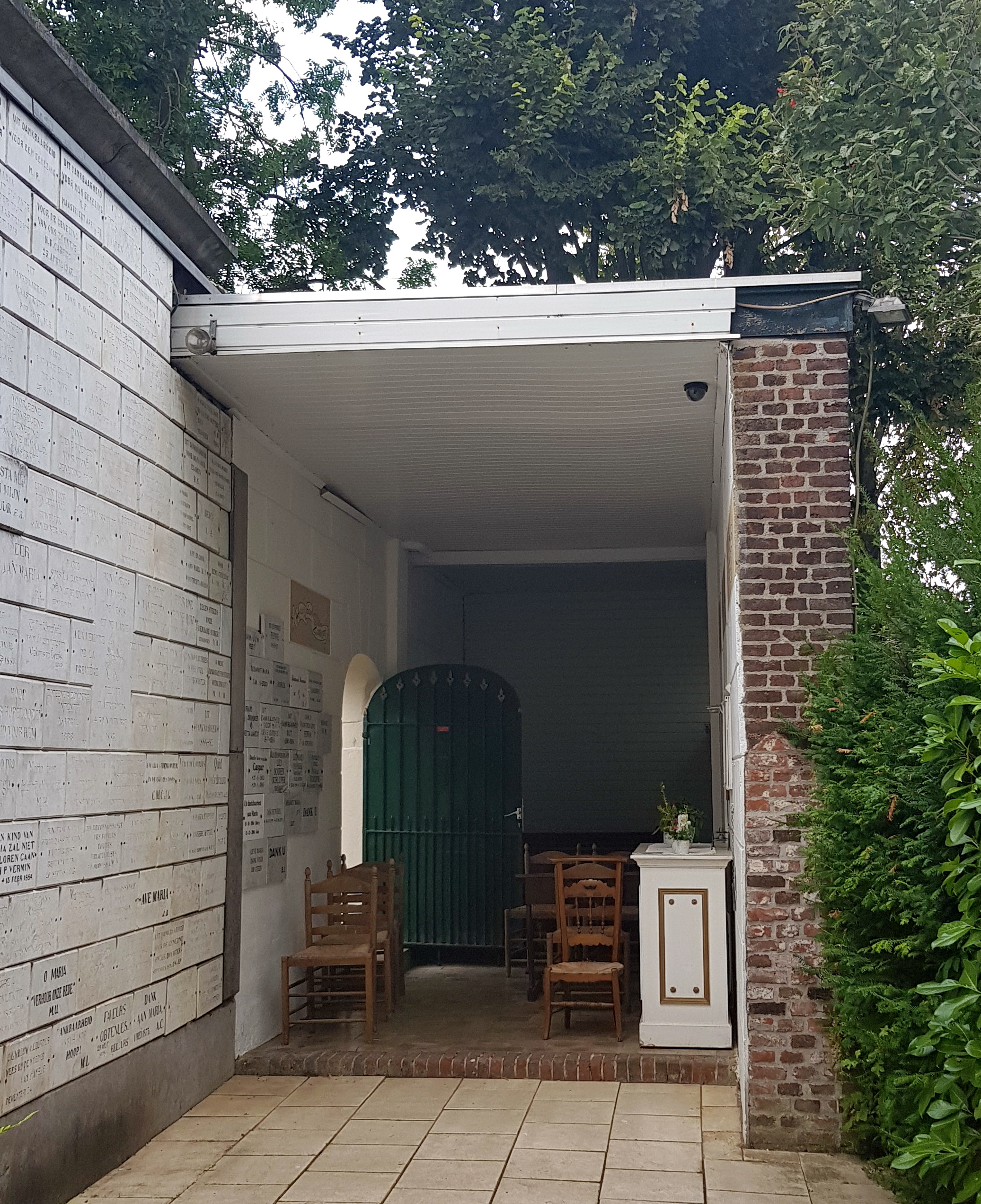
Kapelgedeelte
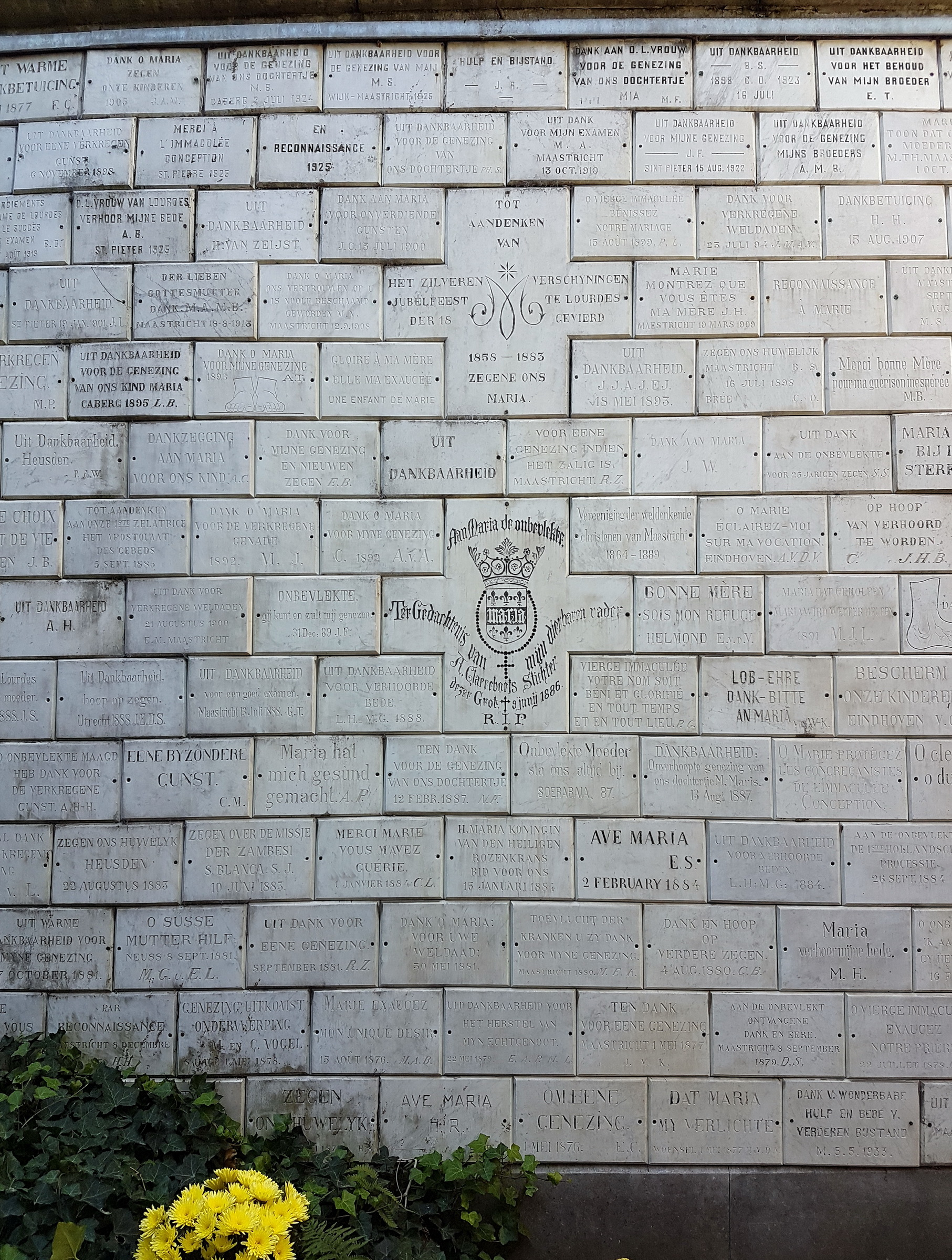
Wand met ex voto's
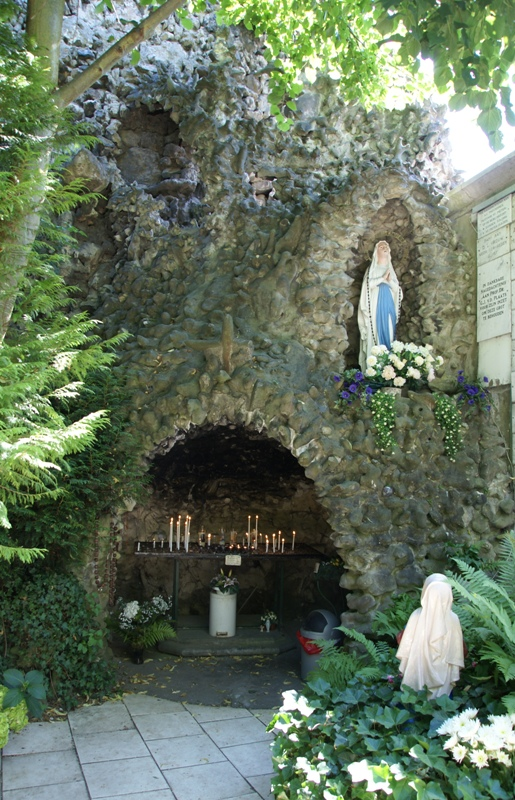
Lourdesgrot
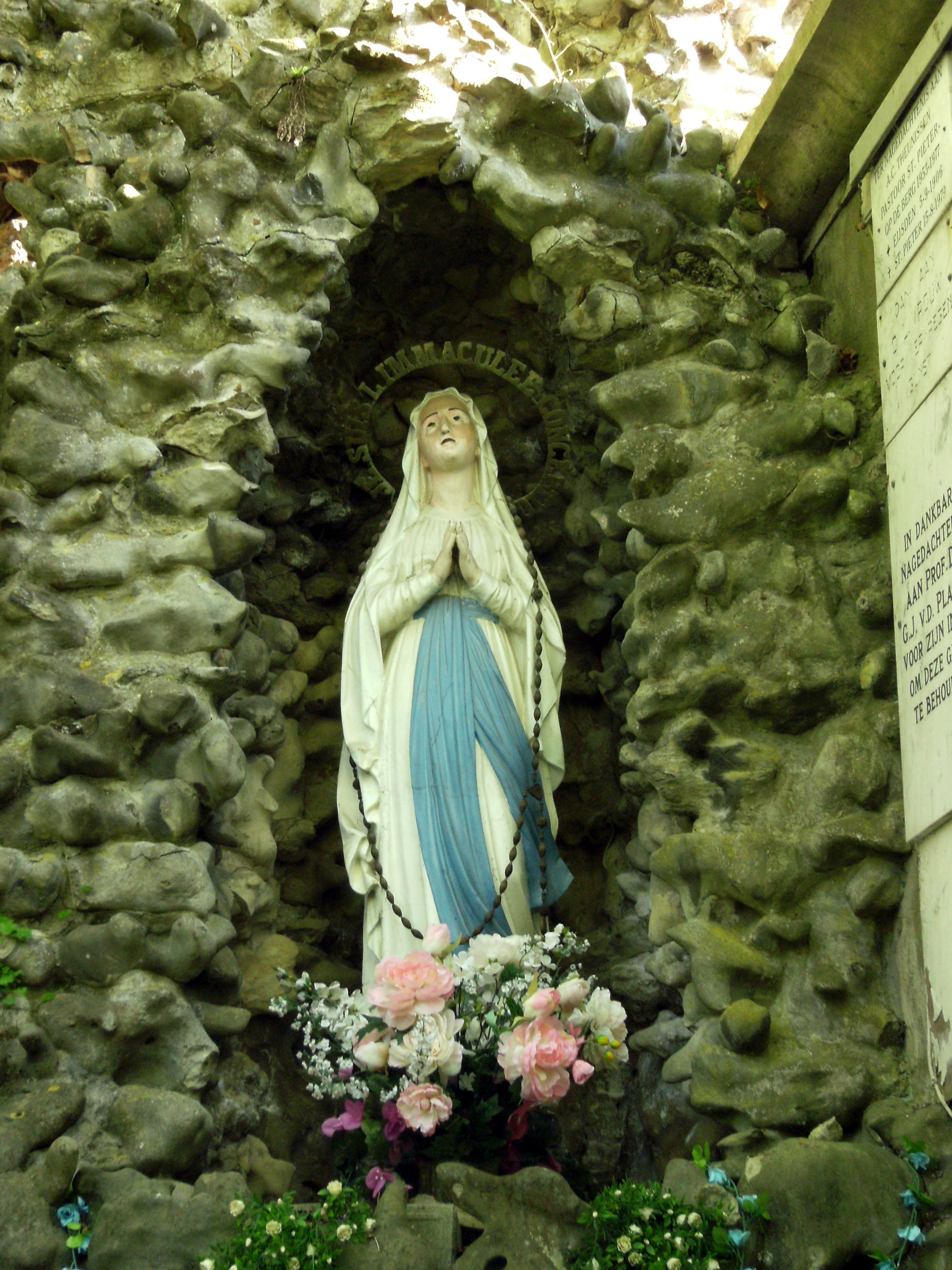
Idem, Mariabeeld

* betekent: niet langer in gebruik voor religieuze doeleinden; ** betekent: (deels) gesloopt, verdwenen